# Liste der Baudenkmäler in gemeindefreien Gebieten in Bayern
Auf dieser Seite sind die Baudenkmäler der gemeindefreien Gebiete in Bayern aufgelistet. Diese Liste ist eine Teilliste der Liste der Baudenkmäler in Bayern. Grundlage ist die Bayerische Denkmalliste, die auf Basis des bayerischen Denkmalschutzgesetzes vom 1. Oktober 1973 erstmals erstellt wurde und seither durch das Bayerische Landesamt für Denkmalpflege geführt und aktualisiert wird. Die folgenden Angaben ersetzen nicht die rechtsverbindliche Auskunft der Denkmalschutzbehörde.
In vielen gemeindefreien Gebieten Bayerns gibt es Bodendenkmäler, in einigen auch Baudenkmäler. In den folgenden Tabellen sind die Baudenkmäler aus gemeindefreien Gebieten nach Landkreis gruppiert aufgelistet. Die hier nicht aufgeführten Landkreise haben entweder keine gemeindefreien Gebiete oder es liegen keine Baudenkmäler in ihren gemeindefreien Gebieten.

## Landkreis Aschaffenburg
Siehe auch die Denkmallisten des Landkreises Aschaffenburg

### Forst Hain im Spessart
Siehe auch die Denkmalliste für den Forst Hain im Spessart (PDF) beim Bayerischen Landesamt für Denkmalpflege

| Lage | Objekt                                                  | Beschreibung | Akten-Nr.     | Bild           |
| --- | ------------------------------------------------------- | --- | ------------- | -------------- |
| Der Heigenbrücker Weg; Hainer Schacht; Heigenbrückener Schacht; Rothenbuch – Heigenbrücken; Sense; St 2317; Weihbuch; ehemalige Bahnstrecke Würzburg Hbf – Aschaffenburg Hbf (Standort) | Schwarzkopftunnel, Eisenbahntunnel der Ludwigs-Westbahn | 950 m lang, Portale bezeichnet mit „1853“ und „1854“; 2017 außer Betrieb gesetzt und zugeschüttet (teilweise in den Gebieten der Gemeinden Heigenbrücken und Laufach) | D-6-71-126-22 | weitere Bilder |
| Sense (Standort) | Bildstock                                               | Sog. Antoniushellchen, Muschelkalk; Waldabt. „Sense“, 1. Hälfte 20. Jh.                                                                                               | D-6-71-451-2  | BW             |
| Sense (Standort) | Gedenkstein                                             | Kreuzförmiger Inschriftenstein auf zweistufigem gemauertem Podest, Sandstein, bez. 1796, Inschriftentafel erneuert 1980                                               | D-6-71-451-3  | BW             |
| Im Forst Hain im Spessart () | Bildstock                                               | Waldabteilung „Seeberg“, im Bayerischen Denkmal-Atlas nicht kartiert                                                                                                  | D-6-71-451-4  |                |

### Heinrichsthaler Forst
Siehe auch die Denkmalliste für den Heinrichsthaler Forst (PDF) beim Bayerischen Landesamt für Denkmalpflege

| Lage                             | Objekt     | Beschreibung              | Akten-Nr.                    | Bild |
| -------------------------------- | ---------- | ------------------------- | ---------------------------- | ---- |
| Pfaffenberg; Totenweg (Standort) | Steinkreuz | 17./18. Jhd., am Totenweg | D-6-71-453-1 (D-0-00-000-52) | BW   |

### Rohrbrunner Forst
Siehe auch die Denkmalliste für den Rohrbrunner Forst (PDF) beim Bayerischen Landesamt für Denkmalpflege

| Lage                    | Objekt      | Beschreibung                                                 | Akten-Nr.                     | Bild |
| ----------------------- | ----------- | ------------------------------------------------------------ | ----------------------------- | ---- |
| Kleiner Damm (Standort) | Gedenkkreuz | Sog. Schweinfurter Kreuz mit Inschrift, Sandstein, bez. 1609 | D-6-71-160-25 (D-0-00-000-55) | BW   |

### Rothenbucher Forst
Siehe auch die Denkmalliste für den Rothenbucher Forst (PDF) beim Bayerischen Landesamt für Denkmalpflege

| Lage                             | Objekt       | Beschreibung                                                                                      | Akten-Nr.    | Bild |
| -------------------------------- | ------------ | ------------------------------------------------------------------------------------------------- | ------------ | ---- |
| Nikloseschlag (Standort)         | Kruzifix     | Bez. 1881; 2015 erneuert; Waldabt. II 1 Niklos, im Bayerischen Denkmal-Atlas nicht kartiert       | D-6-71-457-3 | BW   |
| Lohrer Berg (Standort)           | Bildhäuschen | Sog. Lohrerberg-Bildstock, 19. Jh.; Waldabt. II 16c Kniebrech                                     | D-6-71-457-4 | BW   |
| Im Rothenbucher Forst (Standort) | Bildstock    | Bez. 1733; Waldabt. V 6b Burkard                                                                  | D-6-71-457-5 | BW   |
| Zieglersrain ()                  | Kreuz        | Sog. Huts-Kreuz, bez. 1906; Waldabt. I 17b Hochplatt, im Bayerischen Denkmal-Atlas nicht kartiert | D-6-71-457-6 |      |

### Sailaufer Forst
Siehe auch die Denkmalliste für den Sailaufer Forst (PDF) beim Bayerischen Landesamt für Denkmalpflege

| Lage                                      | Objekt          | Beschreibung | Akten-Nr.    | Bild           |
| ----------------------------------------- | --------------- | --- | ------------ | -------------- |
| Engländer (Standort)                      | Ehem. Forsthaus | Zweigeschossiger Satteldachbau mit Fachwerkobergeschoss, verschindelt, 1846, südlicher Fachwerkanbau 2. H. 19. Jhd.            | D-6-71-458-1 | weitere Bilder |
| Kreisstr. AB 2; Sailauf-Wiesen (Standort) | Bildstock       | Auf Postament polygonaler Pfeiler mit Inschriftentafel und rundbogigem Abschluss sowie flankierende Steinbank, Sandstein, 1850 | D-6-71-458-2 | BW             |

### Schöllkrippener Forst
Siehe auch die Denkmalliste für den Schöllkrippener Forst (PDF) beim Bayerischen Landesamt für Denkmalpflege

| Lage                | Objekt        | Beschreibung            | Akten-Nr.     | Bild |
| ------------------- | ------------- | ----------------------- | ------------- | ---- |
| Dürrholz (Standort) | Volkertskreuz | Bez. 1863; Abt. Volkert | D-0-00-000-65 | BW   |

### Waldaschaffer Forst
Siehe auch die Denkmalliste für den Waldaschaffer Forst (PDF) beim Bayerischen Landesamt für Denkmalpflege
| Lage                              | Objekt            | Beschreibung | Akten-Nr.     | Bild           |
| --------------------------------- | ----------------- | --- | ------------- | -------------- |
| Dachsknuck (Standort)             | Gedenkkreuz       | Kruzifix mit rundem Blechdach über gemauertem Sandsteinquadersockel, Dreinageltypus, farbig gefasst, Sandstein, 1792, Sockel 1964 erneuert.                                          | D-6-71-156-3  | Gedenkkreuz    |
| Triftsee (Standort)               | Triftsee-Staudamm | zwei Staumauern, die östliche mit profiliertem Gesims, Wasserdurchlass mit gestuften Schildmauern und Kanal, Rotsandsteinquader, 18. Jahrhundert                                     | D-6-71-156-10 | weitere Bilder |
| Im Waldaschaffer Forst (Standort) | Bildhäuschen      | Sog. Wallfahrerbildstock, gemauerte verputzte Stele mit Satteldach, Bildnische mit Holzrahmen in nachgotischem Mehrpassmaßwerk, Tonskulptur Maria mit Kind modern, 2. Hälfte 19. Jh. | D-6-71-460-1  | BW             |

## Landkreis Bad Kissingen
Siehe auch die Denkmallisten des Landkreises Bad Kissingen

### Dreistelzer Forst
Siehe auch die Denkmalliste für den Dreistelzer Forst (PDF) beim Bayerischen Landesamt für Denkmalpflege

| Lage                               | Objekt        | Beschreibung                                                    | Akten-Nr.             | Bild           |
| ---------------------------------- | ------------- | --------------------------------------------------------------- | --------------------- | -------------- |
| Dreistelz Dreistelzkopf (Standort) | Aussichtsturm | Offene Stahlkonstruktion mit runder Aussichtsplattform, um 1900 | D-6-72-451-1 Wikidata | weitere Bilder |

### Geiersnest-Ost
Siehe auch die Denkmalliste für das Geiersnest-Ost (PDF) beim Bayerischen Landesamt für Denkmalpflege

| Lage | Objekt                                                                        | Beschreibung | Akten-Nr.             | Bild           |
| --- | ----------------------------------------------------------------------------- | --- | --------------------- | -------------- |
| Distrikt X Hinterer Feuerberg Abtlg. 2 Hessles (Standort)                                                                                              | Ehemaliger Dienstposten für eine berittene Königlich Bayerische Polizeitruppe | Zweigeschossiger Sandsteinquaderbau mit Pyramiddach, bezeichnet 1844 | D-6-72-455-1 Wikidata | weitere Bilder |
| Bundesstraße 27 (Standort) | Kilometerstein                                                                | Einer von insgesamt fünf zweiseitig beschrifteten Kilometersteinen an der Straße ST 2790 zwischen Bad Brückenau und Hammelburg, letztes Viertel 19. Jahrhundert             | D-6-72-455-4          | BW             |
| Distrikt I Burkardsberg Abtlg. 5 Oehrbachshang; Distrikt I Burkardsberg Abtlg. 6; Hinterer Rimberg; Distrikt II Kriegwald Abtlg. Bocksheide (Standort) | Grenzsteine                                                                   | Zwischen Hochstift Würzburg und Hochstift Fulda, ca. 25 Sandsteinstelen mit würzburgischem und fuldischem Wappen, z. T. bez. 1721, Eckstein am Rimberg beidseitig bez. 1594 | D-6-72-139-86         | BW             |
| Distrikt I Burkardsberg Abtlg. 6 Hinterer Rimberg ()                                                                                                   | Gedenkstein                                                                   | Grauer Sandsteinblock mit Gedenkinschrift, bez. 1887, nicht nachqualifiziert, im Bayerischen Denkmal-Atlas nicht kartiert                                                   | D-6-72-149-51         |                |

### Neuwirtshauser Forst
Siehe auch die Denkmalliste für den Neuwirtshauser Forst (PDF) beim Bayerischen Landesamt für Denkmalpflege

| Lage                               | Objekt              | Beschreibung                                                                                                  | Akten-Nr.             | Bild |
| ---------------------------------- | ------------------- | --- | --------------------- | ---- |
| Schönderling Schlagbaum (Standort) | Jagdhaus „Willkomm“ | Zweigeschossiger Satteldachbau mit Fachwerkobergeschoss, teilverschindelt, biedermeierlich, bezeichnet „1842“ | D-6-72-462-1 Wikidata | BW   |

### Römershager Forst-Nord
Siehe auch die Denkmalliste für den Römershager Forst-Nord (PDF) beim Bayerischen Landesamt für Denkmalpflege

| Lage                                               | Objekt             | Beschreibung | Akten-Nr.              | Bild |
| -------------------------------------------------- | ------------------ | --- | ---------------------- | ---- |
| Bad Brückenau Kassenweg; Schutzheiligen (Standort) | Bildstock          | Mit vierseitigem, rundbogigem Aufsatz mit Doppelkreuzbekrönung und erneuerten Nischenbildern, auf Rundsäule über Postament, Sandstein, bezeichnet „1769“                          | D-6-72-464-3 Wikidata  | BW   |
| Volkersberg Ausspann (Standort)                    | Gedenkstein        | Sandstein, bezeichnet „1811“ und „1825“ | D-6-72-464-1 Wikidata  | BW   |
| Volkersberg B 27 (Standort)                        | Wegkreuz           | Kruzifix auf Tischsockel mit Inschrift, Sandstein, bezeichnet „1873“ | D-6-72-464-2 Wikidata  | BW   |
| Volkersberg Schutzheiligen (Standort)              | Bildstock          | Hölzerner Aufsatz mit Satteldach sowie mit Figürchen der 14 Nothelfer in Nischen, auf Vierkantschaft, Holz, wohl letztes Viertel 19. Jahrhundert                                  | D-6-72-464-4 Wikidata  | BW   |
| Volkersberg Speicherzer Hohl; Kleindick (Standort) | Kreuzdachbildstock | Aufsatz mit vier leeren Rundbogennischen, teilweise mit modernen Bildwerken gefüllt, mit Inschrift und IHS-Monogramm, auf Rundsäule über Basisblock, Sandstein, bezeichnet „1695“ | D-6-72-113-91 Wikidata | BW   |
| Kleindick; Speicherzer Hohl (Standort)             | Kapelle            | Sog. „Antoniushäuschen“, kleiner, holzverkleideter Massivbau mit Pyramidendach, im Kern von 1768                                                                                  | D-6-72-134-24          | BW   |

### Roßbacher Forst
Siehe auch die Denkmalliste für den Roßbacher Forst (PDF) beim Bayerischen Landesamt für Denkmalpflege

| Lage                        | Objekt         | Beschreibung | Akten-Nr.             | Bild |
| --------------------------- | -------------- | --- | --------------------- | ---- |
| Strütt; Autobahn (Standort) | Autobahnbauten | Funktionsbauten der ehem. Reichsautobahnstrecke 46, 1937–1939, Bauwerk (=BW) 52a (km 8,825) Rohrdurchlass „Strütt“, Bauwerke Beton und Sandsteinverkleidung | D-6-72-466-3 Wikidata | BW   |

## Landkreis Bamberg
Siehe auch die Denkmallisten des Landkreises Bamberg

### Geisberger Forst
Siehe auch die Denkmalliste für den Geisberger Forst (PDF) beim Bayerischen Landesamt für Denkmalpflege

| Lage                      | Objekt     | Beschreibung | Akten-Nr.    | Bild |
| ------------------------- | ---------- | --- | ------------ | ---- |
| Wendelingraben (Standort) | Kreuzstein | Sandstein, Rückseite bez. „HSTOO“, wohl mittelalterlich; im Hauptsmoorwald, an der alten Straße von Melkendorf nach Bamberg | D-4-71-454-1 | BW   |

### Hauptsmoor
Siehe auch die Denkmalliste für das Hauptsmoor (PDF) beim Bayerischen Landesamt für Denkmalpflege

| Lage | Objekt                                         | Beschreibung | Akten-Nr.              | Bild           |
| --- | ---------------------------------------------- | --- | ---------------------- | -------------- |
| Geisfeld Westlich des Ortes im Hauptsmoorwald; Oberjägermeisterschlag (Standort)                         | Kreuzstein                                     | Sandstein, mittelalterlich | D-4-71-195-58 Wikidata | weitere Bilder |
| Geisfeld Im Hauptsmoorwald Nähe St 2276 zwischen Bamberg und Geisfeld; Oberjägermeisterschlag (Standort) | Bildstock, sogenanntes Oberjägermeister-Marter | Säule mit zweiseitigem Aufsatz und Relieffeldern, Rokoko, bezeichnet „1770“                                                                                 | D-4-71-195-59 Wikidata | weitere Bilder |
| Oberjägermeisterschlag ()                                                                                | Marter                                         | Bez. 1691, Balusterpfeiler mit Aufsatz; im Bayerischen Denkmal-Atlas nicht kartiert                                                                         | D-0-00-000-19          |                |
| Oberjägermeisterschlag ()                                                                                | Marter                                         | Bez. 1676; Säule mit reliefiertem Aufsatz; im Bayerischen Denkmal-Atlas nicht kartiert                                                                      | D-0-00-000-20          |                |
| Teufelsgraben; Kunigundenruh (Standort)                                                                  | Ruhbank                                        | Wohl 18. Jhd. | D-0-00-000-21          | weitere Bilder |
| Teufelsgraben; Kunigundenruh (Standort)                                                                  | Bildstock                                      | Ionische Sandsteinsäule, vierseitiger Aufsatz mit Zwiebelhaube und bekrönendem Steinkreuz, barock, bez. 1676                                                | D-4-71-455-1           | weitere Bilder |
| Teufelsgraben; Kunigundenruh (Standort)                                                                  | Bildstock                                      | Sandstein, Sockel und Schaft viereckig und balusterartig, sich nach oben verjüngend, zweiseitiger Aufsatz mit bekrönendem Steinkreuz, frühbarock, bez. 1630 | D-4-71-455-2           | weitere Bilder |

## Landkreis Bayreuth
Siehe auch die Denkmallisten des Landkreises Bayreuth

### Bischofsgrüner Forst
Siehe auch die Denkmalliste für den Bischofsgrüner Forst (PDF) beim Bayerischen Landesamt für Denkmalpflege

| Lage                      | Objekt                         | Beschreibung                                               | Akten-Nr.     | Bild           |
| ------------------------- | ------------------------------ | ---------------------------------------------------------- | ------------- | -------------- |
| Würmlesbrunnen (Standort) | Sächsischer Vermessungspfeiler | 1876; in der Nähe bayerischer Hauptdreiecksnetzpunkt, 1850 | D-0-00-000-12 | weitere Bilder |

### Neubauer Forst-Nord
Siehe auch die Denkmalliste für den Neubauer Forst-Nord (PDF) beim Bayerischen Landesamt für Denkmalpflege

| Lage | Objekt         | Beschreibung                                                                                              | Akten-Nr.              | Bild           |
| --- | -------------- | --- | ---------------------- | -------------- |
| Karches Brunnschlag; Bummelstoß; Fürstenbrunnen; Marienbrunnen; Rupprechtbrunnen; Seeloh; Weißmainquelle; Strumpfwirkerswiese (Standort) | Weißmainquelle | Quellfassung, Granit, 1717, veranlasst durch Wildmeister J. C. Munder (1675–1760), 1827 zum Teil erneuert | D-4-72-121-5 Wikidata  | weitere Bilder |
| Neubau Bummelstoß (Standort) | Grenzzeichen   | Stein Nr. 40, in den Granitfelsen gemeißelt, 1536                                                         | D-4-72-453-12 Wikidata | Grenzzeichen   |
| Fichtelberg Treßelwald (Standort) | Grenzstein     | Nr. 46, sogenannter Katzenstein, 1536                                                                     | D-4-72-453-12          | Grenzstein     |
| Fichtelberg Semmelstein (Standort) | Grenzstein     | Nr. 48, 1536                                                                                              | D-4-72-453-12          | weitere Bilder |
| Vorderer Ochsenstall; beim Seehaus-Parkplatz (Standort)                                                                                  | Grenzstein     | Mit den Initialen GWB (= Georg Wilhelm von Brandenburg), 18. Jhd.                                         | D-4-72-463-1           | weitere Bilder |

### Forst Neustädtlein
Siehe auch die Denkmalliste für den Forst Neustädtlein a. Forst (PDF) beim Bayerischen Landesamt für Denkmalpflege

| Lage                      | Objekt    | Beschreibung                                                                            | Akten-Nr.     | Bild |
| ------------------------- | --------- | --------------------------------------------------------------------------------------- | ------------- | ---- |
| Zeughaus; Ring (Standort) | Steinbank | bez. 1822; ca. 350 m östlich der Waldhütte; im Bayerischen Denkmal-Atlas nicht kartiert | D-0-00-000-13 | BW   |

## Landkreis Berchtesgadener Land
Siehe auch die Denkmallisten des Landkreises Berchtesgadener Land

### Eck
| Lage                                                                        | Objekt                          | Beschreibung | Akten-Nr.               | Bild |
| --------------------------------------------------------------------------- | ------------------------------- | --- | ----------------------- | ---- |
| Buchenhöhe Ecker Alm; westlich von Berchtesgaden in Obersalzberg (Standort) | Zwei Kaser der Ecker Alm        | Hochlenzerkaser, eingeschossiger überkämmter Blockbau auf Bruchsteinsockel, Flachsatteldach mit Legschindeldeckung, bezeichnet „1860“; Riemerkaser, eingeschossiger überkämmter Blockbau mit Flachsatteldach auf Bruchsteinsockel, 18./19. Jahrhundert; westlich unterm Ecker Sattel, ca. 1420 m Höhe                                                                  | D-1-72-116-267 Wikidata | BW   |
| Buchenhöhe Ahornalm (Standort)                                              | Zwei Kaser der Unteren Ahornalm | Zwei Kaser der Unteren Ahornalm; Kaser, eingeschossiger überkämmter Blockbau mit Flachsatteldach und verbretterter Westseite, zweites Viertel 19. Jahrhundert; Forsthütte, eingeschossiger überkämmter Blockbau mit Flachsatteldach und Holzverschindelung, zweite Hälfte 19. Jahrhundert; an der Roßfeldstraße nordwestlich unterm Ahornbüchsenkopf, ca. 1280 m Höhe. | D-1-72-116-268 Wikidata | BW   |
| Ofneralm (Standort)                                                         | Jagdhütte der Ofneralm          | Erdgeschossiger verschindelter Blockbau mit weit vorkragendem Flachsatteldach, Firstpfette bezeichnet „1871“ | D-1-72-452-2            | BW   |

### Schellenberger Forst
| Lage                                                  | Objekt                            | Beschreibung | Akten-Nr.              | Bild           |
| ----------------------------------------------------- | --------------------------------- | --- | ---------------------- | -------------- |
| Theresienklause; am Untersberg, 723 m Höhe (Standort) | Theresienklause                   | Triftklause aus Werkstein, bezeichnet „1831“, „1843“ und „1883“, am Oberlauf des Almbachs, oberhalb der Almbachklamm Triftanlage mit Steg, Triftrechen und -rost, bezeichnet „1831“ und „1843“; am Unterlauf des Almbachs                                                                         | D-1-72-454-1 Wikidata  | weitere Bilder |
| Nähe B 305 (Standort)                                 | Brunnen, sogenannter Georgbrunnen | Steinbecken mit Brunnenpfeiler in Form eines Bildstocks, mit Wappen, 16./17. Jahrhundert | D-1-72-124-27 Wikidata | weitere Bilder |
| B 305 in Grenznähe (Standort)                         | Gedenktafel                       | Steinrelief mit Figur des heiligen Leopold, Ende 18. Jahrhundert | D-1-72-124-26 Wikidata | weitere Bilder |
| B 305 in Grenznähe (Standort)                         | Gedenktafel                       | Rotmarmor, Flachrelief mit Kreuzigungsszene, bez. 1517 | D-1-72-454-2 Wikidata  | weitere Bilder |
| Nähe Paßturm (Standort)                               | Sühnekreuz                        | Sühne- und Gedenkkreuz für die Gefallenen des Krieges zwischen Bayern und Salzburg 1382, Nagelfluh, 15. Jh. | D-1-72-454-3           | BW             |
| Scheibenalm (Standort)                                | Scheibenkaser                     | Kaser der Scheibenalm, sog. Scheibenkaser, Niederleger, eingeschossiger, überkämmter Blockbau mit Flachsatteldach, Feldsteinsockel und Holzverschindelung, Stallteil massiv und verputzt, im Kern wohl zweites Viertel 19. Jahrhundert; südöstlich unterm Berchtesgadener Hochthron, 1435 m Höhe. | D-1-72-124-35 Wikidata | Scheibenkaser  |

## Landkreis Donau-Ries

### Dornstadt-Linkersbaindt
| Lage                                                                                               | Objekt     | Beschreibung                                               | Akten-Nr.    | Bild |
| -------------------------------------------------------------------------------------------------- | ---------- | ---------------------------------------------------------- | ------------ | ---- |
| Aumühler Schlag; Buckschlag; Hangender Schlag; Lehmgruben Schlag; Sandbuck; Steinschlag (Standort) | Grenzstein | Sog. Mönchssteine, vom Kloster Auhausen gesetzt, bez. 1485 | D-7-79-452-1 | BW   |
| Aumühler Schlag; Buckschlag; Hangender Schlag; Lehmgruben Schlag; Sandbuck; Steinschlag (Standort) | Grenzstein | Sog. Mönchssteine, vom Kloster Auhausen gesetzt, bez. 1485 | D-7-79-452-1 | BW   |
| Aumühler Schlag; Buckschlag; Hangender Schlag; Lehmgruben Schlag; Sandbuck; Steinschlag (Standort) | Grenzstein | Sog. Mönchssteine, vom Kloster Auhausen gesetzt, bez. 1485 | D-7-79-452-1 | BW   |
| Aumühler Schlag; Buckschlag; Hangender Schlag; Lehmgruben Schlag; Sandbuck; Steinschlag (Standort) | Grenzstein | Sog. Mönchssteine, vom Kloster Auhausen gesetzt, bez. 1485 | D-7-79-452-1 | BW   |
| Aumühler Schlag; Buckschlag; Hangender Schlag; Lehmgruben Schlag; Sandbuck; Steinschlag (Standort) | Grenzstein | Sog. Mönchssteine, vom Kloster Auhausen gesetzt, bez. 1485 | D-7-79-452-1 | BW   |

## Landkreis Ebersberg

### Ebersberger Forst
Siehe auch die Denkmalliste für den Ebersberger Forst (PDF) beim Bayerischen Landesamt für Denkmalpflege

| Lage                                                                                             | Objekt     | Beschreibung | Akten-Nr.    | Bild           |
| ------------------------------------------------------------------------------------------------ | ---------- | --- | ------------ | -------------- |
| an der Straße Ebersberg-Schwaberwegen, Staatsforst, Abt. 2, Planquadrat 88 (Standort)            | Wegkapelle | Sogenannte Hubertuskapelle, kleiner offener Putzbau mit Vorbau und vierseitigem Schluss, 1859, über älteren Fundamenten (1783 erwähnt) | D-1-75-452-1 | weitere Bilder |
| an der Straße Ebersberg-Hohenlinden, Staatsforst, Distrikt I, Abt. 34, Planquadrat 40 (Standort) | Bildstock  | Sogenannte Sebastianssäule, Tuffpfeiler mit Laterne und Tonrelief, Mitte 16. Jahrhundert                                               | D-1-75-452-2 | Bildstock      |

## Landkreis Erlangen-Höchstadt
Siehe auch die Denkmallisten des Landkreises Erlangen-Höchstadt

### Erlenstegener Forst
| Lage                      | Objekt                       | Beschreibung                                                                    | Akten-Nr.    | Bild |
| ------------------------- | ---------------------------- | ------------------------------------------------------------------------------- | ------------ | ---- |
| Am Heidbrunnen (Standort) | Grenzstein, Forstrevierstein | Sandsteinstele mit reliefiertem Aufsatz, Blendfelder mit Inschriften, bez. 1840 | D-5-72-454-1 | BW   |

### Kraftshofer Forst
| Lage | Objekt                                                 | Beschreibung | Akten-Nr.             | Bild           |
| --- | ------------------------------------------------------ | --- | --------------------- | -------------- |
| Nürnberg-Kraftshof Lachfelderstraße, ca. 500 m nordöstlich von Kraftshof, nördlich der Lachfelderstraße (Standort) | Irrhain des 1644 gegründeten Pegnesischen Blumenordens | Mit Sandsteinportal, bezeichnet „1644“, „1676“, „1894“, und zahlreichen Gedenksteinen und Gedenktafeln des 18. bis 19. Jahrhunderts sowie Schillerdenkmal von 1907 | D-5-72-458-1 Wikidata | weitere Bilder |

### Neunhofer Forst
| Lage                                   | Objekt     | Beschreibung | Akten-Nr.    | Bild |
| -------------------------------------- | ---------- | --- | ------------ | ---- |
| In der Soß; Kothbrunngraben (Standort) | Steinkreuz | Studentenkreuz, Sandstein, Zirkel der Studentenverbindung Uttenruthia, 1919; nördlich des Irrhains des Pegnesischen Blumenordens bei Kraftshof in der Waldabteilung „in der Soos“ | D-5-72-460-1 | BW   |

## Landkreis Freyung-Grafenau
Siehe auch die Denkmallisten des Landkreises Freyung-Grafenau

### Mauther Forst
| Lage | Objekt                                                     | Beschreibung | Akten-Nr.              | Bild           |
| --- | ---------------------------------------------------------- | --- | ---------------------- | -------------- |
| Finsterau Muckenloch; Reschbach; Hausfelder; Hochwaldstraße 54; Hochwaldstraße 56; Kühhüttenberg; Mittlerer Stimmelbach; Reschwasser; Museumsstraße 67; Neuhütte 10; St 2127; Teufelshänge; Hochwaldstraße 53 (Standort) | Reschbachtrift, Bestandteil des Wolfsteiner Triftkomplexes | Teilweise begradigte, mit Holzbeschlächten bzw. Bruch- oder Werksteinmauern befestigte und mit Holzstämmen ausgelegte Bachabschnitte, zum Teil mit begleitendem Triftpfad, zweite Hälfte 18. Jahrhundert, 1820/25 und 1880er Jahre Reschbachklause, künstlicher Schwellteich mit hoher Staumauer aus Granitsteinen, Windenhäuschen und kanalartigem Auslauf, 1860 Ausleitbauwerk des Schwellgrabens zur Teufelsklause, Granitwerkstein, 1820/25 und 1880 Schwellgraben, Überleitung vom Reschbach zur Teufelsbachklause, talseitig mit Dammweg, 1820/25 Wehrgraben mit Wehren Schustersäge, Beton und Bruchstein, um 1900 Wehrgraben Neuhüttenmühle mit begleitendem Dammweg, 18./19. Jahrhundert | D-2-72-134-20 Wikidata | weitere Bilder |
| Schwarzbachklause (Standort) | Forsthütte                                                 | Forstdiensthütte Schwarzbachklause, zweigeschossiger Blockbau über Granitsockel, mit (erneuertem) Satteldach, 1927 nach regionaltypischen Vorbildern neu errichtet | D-2-72-456-2           | BW             |

### Schönbrunner Wald
| Lage | Objekt                                                     | Beschreibung | Akten-Nr.             | Bild           |
| --- | ---------------------------------------------------------- | --- | --------------------- | -------------- |
| Lusen-Markfleckl-Wanderwegmarkierung „Soldanelle“ (Standort) | Grenzstein am Marktfleckl                                  | Knapp einen Meter hoher, vierkantiger Stein auf dem Grenzkamm in 1300 m Höhe, auf der Südseite kurbayerisches Wappen (42 azur- und silberfarbene Rauten) und auf der Nordseite böhmisches Wappen (silberner Löwe auf Rot), bezeichnet mit „1772“ | D-2-72-461-1 Wikidata | BW             |
| Hochwaldstraße; Museumsstraße; Kühhüttenberg; Reschwasser; Heinrichsbrunner Schwarzwassergraben; Hausfelder; Teufelshänge; Muckenloch; Hochwaldstraße 54; Hochwaldstraße 56; Rehberg; Ochsenberg; Museumsstraße 67 (Standort) | Reschbachtrift, Bestandteil des Wolfsteiner Triftkomplexes | Teilweise begradigte, mit Holzbeschlächten bzw. Bruch- oder Werksteinmauern befestigte und mit Holzstämmen ausgelegte Bachabschnitte, zum Teil mit begleitendem Triftpfad, 2. Hälfte 18. Jahrhundert, 1820/25 und 1880erJahre; Reschbachklause, künstlicher Schwellteich mit hoher Staumauer aus Granitsteinen, Windenhäuschen und kanalartigem Auslauf, 1860; Ausleitbauwerk des Schwellgrabens zur Teufelsklause, Granitwerkstein, 1820/25 und 1880; Schwellgraben, Überleitung vom Reschbach zur Teufelsbachklause, talseitig mit Dammweg, 1820/25; Wehrgraben Schustersäge mit Wehren, Beton und Bruchstein, um 1900; Wehrgraben Neuhüttenmühle mit begleitendem Dammweg, 18./19. Jahrhundert. | D-2-72-134-20         | weitere Bilder |

### Waldhäuser Wald
| Lage                              | Objekt             | Beschreibung                                                      | Akten-Nr.    | Bild |
| --------------------------------- | ------------------ | ----------------------------------------------------------------- | ------------ | ---- |
| Kleine Ohe;Wasserhübel (Standort) | St. Nepomuk-Statue | Sankt Johann v. Nepomuk, bemalte Blechfigur auf Steinsockel, 1836 | D-2-72-143-9 | BW   |

## Landkreis Garmisch-Partenkirchen
Siehe auch die Denkmallisten des Landkreises Garmisch-Partenkirchen

### Ettaler Forst
Siehe auch die Denkmalliste für den Ettaler Forst (PDF) beim Bayerischen Landesamt für Denkmalpflege
| Lage                      | Objekt                                            | Beschreibung | Akten-Nr.    | Bild                                              |
| ------------------------- | ------------------------------------------------- | --- | ------------ | ------------------------------------------------- |
| Am Brunnenkopf (Standort) | Brunnenkopfhäuser, ehemalige königliche Jagdhütte | Erdgeschossiger verschindelter Holzbau mit Flachsatteldach und zweiseitig umlaufender Veranda, von Eduard Riedel, 1857; in 1602 m Höhe | D-1-80-451-1 | Brunnenkopfhäuser, ehemalige königliche Jagdhütte |

## Landkreis Hof
Siehe auch die Denkmallisten des Landkreises Hof

### Geroldsgrüner Forst
| Lage | Objekt      | Beschreibung | Akten-Nr.     | Bild |
| --- | ----------- | --- | ------------- | --- |
| Rodach; Kaugelbach; Distrikt Oberer Wald; Augrund; Pertschentalgraben; Langenau; Rainersgrund; Von Wolfersgrün zur Langenauer Straße; Rauhberg; Langenauerbach; Nähe Langenau; Von Geroldsgrün nach Mauthaus; Arlsbach; Distrikt Unterer Wald; Hahnenkamm (Standort) | Floßbach    | Typischer Floßbach (Ausbau der Ufer in Stein: Böschungspflasterungen, Bruchsteinmauern und Reste einer Schrotverbauung; mit verschiedenen typischen Querverbauungen aus den 1920er/30er Jahren und kleineren Steinbrüche an der Straße aus dieser Zeit; Fassung des Mündungsbereiches der Langenau in die Rodach mit Bruchsteinmauern) mit Floßteich mit steinerner Schleuse von 1835 und unterhalb davon gelegenem Verstärkungs-Floßteich | D-4-76-159-26 | [[Vorlage:Bilderwunsch/code!/C:50.32541,11.52982!/D:Rodach; Kaugelbach; Distrikt Oberer Wald; Augrund; Pertschentalgraben; Langenau; Rainersgrund; Von Wolfersgrün zur Langenauer Straße; Rauhberg; Langenauerbach; Nähe Langenau; Von Geroldsgrün nach Mauthaus; Arlsbach; Distrikt Unterer Wald; Hahnenkamm, Floßbach!/\|BW]] |
| Lamitz; Ebene; Kammleite; Lamitzleite; Lamitzgrund; Trockenkamm; Höllgraben; Lamitzbach; Von Geroldsgrün nach Wolfersgrün; Distrikt Lamitz; Dorfgrundweg; Knock; Von Schnappenhammer nach Geroldsgrün (Standort)                                                     | Floßbach    | In typischem Ausbau der 1920er/30er Jahre in Stein mit überwiegend nur wenigen Querverbauungen; mit Floßteich mit steinerner Schleuse von 1854 und Teichzieherhäuschen, Lassen unterhalb des Floßteiches | D-4-76-184-94 | Floßbach |
| Trockenkamm (Standort) | Grenzsteine | Am Verlauf der Grenze zwischen der Markgrafschaft Bayreuth und dem Hochstifts Bamberg, Kalkstein und Sandstein, bez. 1579, 1742, 1773; nördlich und südlich der Straße nach Wolfersgrün, im Lamitzgrund und im Lamitzwald | D-4-75-128-9  | weitere Bilder |

### Martinlamitzer Forst-Nord
| Lage                     | Objekt      | Beschreibung | Akten-Nr.    | Bild |
| ------------------------ | ----------- | --- | ------------ | ---- |
| Erlenschlag (Standort)   | Pechstein   | Granit, frühneuzeitlich; Distrikt Nordkornberg, Waldabt. Dreitannen, 600 m südwestlich Turmallee, 10 m nordwestlich Ringlerbrunnenweg | D-4-75-454-1 | BW   |
| Hirschstein (Standort)   | Burgruine   | Mauerreste, Granit, 13./14. Jh. | D-4-75-454-4 | BW   |
| Ringlersreuth (Standort) | Grenzsteine | Granit und Phyllit, bez. 1631, 1721, 1742; beim Großen Kornberg und nördlich der Burgruine Hirschstein                                | D-4-75-454-5 | BW   |

### Martinlamitzer Forst-Süd
| Lage                                                  | Objekt     | Beschreibung                                                                      | Akten-Nr.    | Bild |
| ----------------------------------------------------- | ---------- | --------------------------------------------------------------------------------- | ------------ | ---- |
| Von Spielberg nach Pilgramsreuth; Waldesel (Standort) | Grenzstein | „Großer Stein“, bez. 1631 und 1784; Abt. Waldesel, am Weg Schönwald-Vorsuchshütte | D-4-79-455-2 | BW   |

## Landkreis Kelheim
Siehe auch die Denkmallisten des Landkreises Kelheim

### Frauenforst
| Lage                     | Objekt          | Beschreibung | Akten-Nr.      | Bild           |
| ------------------------ | --------------- | --- | -------------- | -------------- |
| Alte Sulz (Standort)     | Wegkreuz        | Sog. Jägerkreuz, Steinkreuz aus Werkstein, bez. 1710, mit zentralem Gemälde mit Szene des hl. Hubertus, wohl Öl auf Holztafel, auf steinernem Sockel, bez. 1866; südlich von Frauenhäusl im Wald | D-2-73-137-136 | BW             |
| Flur Irlbrunn (Standort) | Ehem. Forsthaus | Eingeschossiger Flachsatteldachbau mit Kniestock und Zwerchhaus, mit Kalkplattendach, Bruchsteinmauerwerk, z. T. mit Verbretterung, 1860                                                         | D-2-73-137-146 | weitere Bilder |
| Flur Irlbrunn (Standort) | Nebengebäude    | eingeschossiger Flachsatteldachbau mit Kalkplattendach, 1860 | D-2-73-137-146 | BW             |

## Landkreis Landsberg am Lech
Siehe auch die Denkmallisten des Landkreises Landsberg am Lech

### Ammersee
| Lage                                        | Objekt       | Beschreibung | Akten-Nr.              | Bild           |
| ------------------------------------------- | ------------ | --- | ---------------------- | -------------- |
| Dießen am Ammersee Ammersee (Standort)      | Fischerhütte | Verbretterter Ständerbau mit Steilsatteldach, bezeichnet „1788“ | D-1-81-451-1 Wikidata  | weitere Bilder |
| Utting am Ammersee Seestraße 12a (Standort) | Strandbad    | Strandbad Utting; Umkleidetrakt, zweiflügelig abgewinkelte, holzverkleidete Ständerkonstruktion mit Flachsatteldach, 1929; Kiosk, holzverkleideter Ständerbau mit Walmdach, 1930. | D-1-81-144-43 Wikidata | weitere Bilder |

## Landkreis Main-Spessart
Siehe auch die Denkmallisten des Landkreises Main-Spessart

### Burgjoß
| Lage                                                                              | Objekt      | Beschreibung | Akten-Nr.     | Bild |
| --------------------------------------------------------------------------------- | ----------- | --- | ------------- | ---- |
| Distrikt Glashüttenberg, Brandschlag; Distrikt Glashüttenberg, Oberer Bienfang () | Grenzsteine | Jeweils mit Mainzer und hessischem Wappen, 1746; an der hessischen Grenze; im Bayerischen Denkmal-Atlas nicht kartiert | D-0-00-000-82 |      |

### Forst Aura
Bauten der ehemaligen Reichsautobahn-Strecke 46, 1937–1939, Trasse zwischen 9,3 und 15,2 km in den Waldabteilungen Distrikt II Blindenrain Abteilung 3 Steinerne Graben, Distrikt III Einertsberg Abteilung 1 Langes Tal, Strütt. Aktennummer D-6-77-453-1.

| Lage                                                       | Objekt                                                     | Beschreibung | Akten-Nr.             | Bild |
| ---------------------------------------------------------- | ---------------------------------------------------------- | --- | --------------------- | ---- |
| Strütt (Standort)                                          | Bauwerk 55 (km 9,356) Waldwegunterführung „Eule“           | Geländedurchstich ohne Bauwerk | D-6-77-453-1 Wikidata | BW   |
| Strütt (Standort)                                          | Bauwerk 57(km 9,5)                                         | Entwässerungsbauwerk Eule | D-6-77-453-1 Wikidata | BW   |
| Distrikt III Einertsberg Abteilung 1 Langes Tal (Standort) | Bauwerk 68 (km 11,258) Entwässerungsbauwerk „Salusbrunnen“ | Rohrdurchlass (km 11,7), Böschungsmauer mit Rundbogendurchlass, Beton mit Sandsteinverblendung; Wasserbehälter (ohne BW-Nr.) quadratisches Betonbassin | D-6-77-453-1 Wikidata | BW   |
| Distrikt III Einertsberg Abteilung 1 Langes Tal (Standort) | Bauwerk 69 (km 11,279) Waldwegunterführung „Salusbrunnen“  | Stahlbetonbrücke mit Rundbogendurchfahrt im Rohbau | D-6-77-453-1 Wikidata | BW   |
| Distrikt III Einertsberg Abteilung 1 Langes Tal (Standort) | Bauwerk 71a (km 12,03) Waldwegunterführung „Streiteiche“   | Geländedurchstich ohne Bauwerk | D-6-77-453-1 Wikidata | BW   |

### Fürstlich Löwensteinscher Park
| Lage                              | Objekt    | Beschreibung      | Akten-Nr.              | Bild |
| --------------------------------- | --------- | ----------------- | ---------------------- | ---- |
| Diana Unterer Dreßling (Standort) | Bildstock | Bezeichnet „1564“ | D-6-77-135-33 Wikidata | BW   |

### Haurain
| Lage             | Objekt          | Beschreibung | Akten-Nr.     | Bild |
| ---------------- | --------------- | --- | ------------- | ---- |
| Haurainspitze () | Grenzsteine (?) | Verschiedener Herrschaften; etwa am Zollberg (Gemünden a. Main) beginnend; an der Birkenhainer Straße; im Bayerischen Denkmal-Atlas nicht kartiert | D-6-77-177-57 |      |

## Landkreis Miltenberg
Siehe auch die Denkmallisten des Landkreises Miltenberg

### Forstwald
| Lage                   | Objekt                 | Beschreibung                                                                   | Akten-Nr.    | Bild |
| ---------------------- | ---------------------- | ------------------------------------------------------------------------------ | ------------ | ---- |
| Jungbildhäg (Standort) | Muttergottes-Bildstock | Balusterschaft mit Satteldach-Nischenaufsatz, Holz, 1820, Erneuerung bez. 1923 | D-6-76-452-1 | BW   |

### Hohe Wart
| Lage                                        | Objekt    | Beschreibung | Akten-Nr.             | Bild      |
| ------------------------------------------- | --------- | --- | --------------------- | --------- |
| Landkreis Miltenberg Am Häuschen (Standort) | Bildstock | 1821, Tischsockel in Hauswand verbaut, Sandstein, bez. 1733, Reliefaufsatz 'Pietà und Konsole, Sandstein, 2. Hälfte 20. Jh. | D-6-76-136-8 Wikidata | Bildstock |

## Landkreis München
Siehe auch die Denkmallisten des Landkreises München

### Forstenrieder Park
Siehe auch die Denkmalliste für Forstenrieder Park (PDF) beim Bayerischen Landesamt für Denkmalpflege
| Lage                              | Objekt           | Beschreibung | Akten-Nr.             | Bild           |
| --------------------------------- | ---------------- | --- | --------------------- | -------------- |
| Distrikt I Hirschwiese (Standort) | Wyttenbach-Hütte | Ehemalige Königliche Forst- und Jagddiensthütte, jetzt Diensthütte des Bayerischen Forstamtes München. Kleiner erdgeschossiger Walmdachbau, gemauert, errichtet 1841, acht Gemälde des Malers Friedrich Anton Wyttenbach (1812–1845), mit Jagdmotiven, im östlichen Dienstraum | D-1-84-452-2 Wikidata | weitere Bilder |
| Distrikt III Heuberg (Standort)   | Römerstein       | Gedenkstein zur Erinnerung an die Römerstraße Augsburg–Salzburg, Mitte 19. Jahrhundert | D-1-84-452-3 Wikidata | weitere Bilder |

## Landkreis Neu-Ulm
Siehe auch die Denkmallisten des Landkreises Neu-Ulm

### Stoffenrieder Forst
| Lage                                                                          | Objekt                     | Beschreibung             | Akten-Nr.              | Bild           |
| ----------------------------------------------------------------------------- | -------------------------- | ------------------------ | ---------------------- | -------------- |
| Unteregg Unteregger Berg; ca. 500 m nördlich des Ortes am Waldrand (Standort) | Kapelle Vierzehn Nothelfer | Um 1870; mit Ausstattung | D-7-75-149-34 Wikidata | weitere Bilder |

## Landkreis Nürnberger Land
Siehe auch die Denkmallisten des Landkreises Nürnberger Land

### Fischbach
| Lage | Objekt                | Beschreibung                                          | Akten-Nr.                | Bild           |
| --- | --------------------- | ----------------------------------------------------- | ------------------------ | -------------- |
| Fischbach bei Nürnberg Renngraben; Distrikt Au; nördlich von Fischbach im Wald am Punkt Rote Marter (Standort) | Forstreviergrenzstein | Dreieckiger Sandsteinpfeiler mit Nischenaufsatz, 1840 | D-5-64-000-2244 Wikidata | weitere Bilder |

### Forsthof
| Lage | Objekt     | Beschreibung                    | Akten-Nr.                | Bild           |
| --- | ---------- | ------------------------------- | ------------------------ | -------------- |
| Fischbach bei Nürnberg Nähe Fischbacher Hauptstraße; entlang der Regensburger Straße, stadteinwärts kurz vor der Kreuzung Breslauer Straße an einer Feldwegeinmündung gelegen (Standort) | Steinkreuz | Sandstein, wohl 16. Jahrhundert | D-5-64-000-2242 Wikidata | weitere Bilder |

### Laufamholzer Forst
| Lage                                                                                             | Objekt                | Beschreibung                                          | Akten-Nr.       | Bild           |
| ------------------------------------------------------------------------------------------------ | --------------------- | ----------------------------------------------------- | --------------- | -------------- |
| Fischbach bei Nürnberg Lettensturz; nördlich von Fischbach im Wald nahe Schüsselstein (Standort) | Forstreviergrenzstein | Dreieckiger Sandsteinpfeiler mit Nischenaufsatz, 1840 | D-5-64-000-2245 | weitere Bilder |

### Zerzabelshofer Forst
| Lage                          | Objekt                   | Beschreibung | Akten-Nr.    | Bild           |
| ----------------------------- | ------------------------ | --- | ------------ | -------------- |
| Rehhof Klingenberg (Standort) | Brunnen zur Buchenklinge | Quellfassung, symmetrische Anlage mit geschwungener Sandsteintreppe, zuerst erwähnt 1372, erneuert 1908 (mit Inschrifttafel bezeichnet), renoviert 1932 Im Umfeld Sandsteinbänke | D-5-74-465-1 | weitere Bilder |

## Landkreis Rhön-Grabfeld
Siehe auch die Denkmallisten des Landkreises Rhön-Grabfeld

### Burgwallbacher Forst
| Lage                                                                             | Objekt   | Beschreibung                | Akten-Nr.             | Bild |
| -------------------------------------------------------------------------------- | -------- | --------------------------- | --------------------- | ---- |
| Burgwallbach Kreuzweg; an Forstweg, Richtung Sandberg, Liesbachstraße (Standort) | Wegkreuz | Barock, Sandstein, von 1720 | D-6-73-452-1 Wikidata | BW   |

### Forst Schmalwasser-Nord
| Lage | Objekt    | Beschreibung                                                                                                  | Akten-Nr.             | Bild |
| --- | --------- | --- | --------------------- | ---- |
| Sandberg Im Feldberg, schon auf Schmalwasserer Gemarkung, an der Stelle, wo sich sechs von Schmalwasser, Kilianshof und Sandberg kommende Waldwege treffen (Standort) | Bildstock | Sandstein, bez. 1859 (modernes Relief Halbfigur Muttergottes; darüber hölzerner Aufsatz mit Herz-Mariä-Motiv) | D-6-73-453-1 Wikidata | BW   |

### Steinacher Forst rechts der Saale
| Lage                     | Objekt        | Beschreibung                                                                              | Akten-Nr.    | Bild |
| ------------------------ | ------------- | ----------------------------------------------------------------------------------------- | ------------ | ---- |
| Jägerhäuschen (Standort) | Jägerhäuschen | Zweigeschossiger Putzbau mit Krüppelwalmdach, Fachwerk über massivem Erdgeschoss, um 1800 | D-6-73-456-1 | BW   |

### Sulzfelder Forst
| Lage                           | Objekt             | Beschreibung                                                    | Akten-Nr.             | Bild           |
| ------------------------------ | ------------------ | --------------------------------------------------------------- | --------------------- | -------------- |
| Lindleshof Wildberg (Standort) | Burgruine Wildberg | Mauerreste und Kellergewölbe einer spätmittelalterlichen Anlage | D-6-73-457-1 Wikidata | weitere Bilder |

## Landkreis Roth
Siehe auch die Denkmallisten des Landkreises Roth

### Forst Kleinschwarzenlohe
| Lage | Objekt                                                | Beschreibung | Akten-Nr.                       | Bild           |
| --- | ----------------------------------------------------- | --- | ------------------------------- | -------------- |
| Im Kleinschwarzenloher Forst, südöstlich der Wege von Wendelstein nach Kornburg und Kanalbrücke nach Norden (Standort) | Steinkreuz                                            | Wohl spätmittelalterlich | D-5-76-151-163                  | weitere Bilder |
| Ludwig-Donau-Main-Kanal (Standort)                                                                                     | Abschnitt des Ludwig-Donau-Main-Kanals                | Künstlich angelegte Wasserstraße zwischen Kelheim und Bamberg auf einer Länge von 173 km mit ehemals 100 Schleusen, zahlreichen wasser- und schifffahrtstechnischen Anlagen und Gebäuden zur Herstellung eines durchgehenden Wasserweges zwischen Nordsee und dem Schwarzen Meer, auf Veranlassung König Ludwigs I. von Bayern durch Heinrich Freiherr von Pechmann, 1836–1845. | D-5-76-453-1                    | weitere Bilder |
| Ludwig-Donau-Main-Kanal (Standort)                                                                                     | Bogenbrücke                                           | Bogenbrücke, 1836–1845. | D-5-76-453-1 zugehörig          | weitere Bilder |
| Ludwig-Donau-Main-Kanal (Standort)                                                                                     | Kanalsperre                                           | Kanalsperre, 1836–1845. | D-5-76-453-1 zugehörig          | weitere Bilder |
| Worzeldorf Ludwig-Donau-Main-Kanal (Standort)                                                                          | Schleuse 64, Bestandteil des Ludwig-Donau-Main-Kanals | Kammerschleuse mit Massivbrücke, Sandstein, 1836/45 | D-5-76-453-2 Wikidata           | weitere Bilder |
| Worzeldorf Ludwig-Donau-Main-Kanal (Standort)                                                                          | Schleuse 64, Bestandteil des Ludwig-Donau-Main-Kanals | Schleusenwärterhaus, eingeschossiger massiver Flachsatteldachbau, 1836/45 | D-5-76-453-2 zugehörig Wikidata | weitere Bilder |
| Worzeldorf Ludwig-Donau-Main-Kanal (Standort)                                                                          | Schleuse 65, Bestandteil des Ludwig-Donau-Main-Kanals | Kammerschleuse, Einbaulaufwerk westlich der Schleuse, Sandstein, 1836/45 | D-5-76-453-3 Wikidata           | weitere Bilder |
| Worzeldorf Ludwig-Donau-Main-Kanal (Standort)                                                                          | Schleuse 65, Bestandteil des Ludwig-Donau-Main-Kanals | Einlaufbauwerk westlich der Schleuse, 1836/45 | D-5-76-453-3 zugehörig Wikidata | weitere Bilder |
| Worzeldorf Ludwig-Donau-Main-Kanal (Standort)                                                                          | Schleuse 66, Bestandteil des Ludwig-Donau-Main-Kanals | Kammerschleuse mit Steg, Sandstein, 1836/45. | D-5-76-453-4 Wikidata           | weitere Bilder |
| Worzeldorf Ludwig-Donau-Main-Kanal (Standort)                                                                          | Schleuse 66, Bestandteil des Ludwig-Donau-Main-Kanals | Schleusenwärterhaus, eingeschossiger massiver Flachsatteldachbau, Sandstein, 1836/45 | D-5-76-453-4 zugehörig Wikidata | weitere Bilder |

## Landkreis Schweinfurt
Siehe auch die Denkmallisten des Landkreises Schweinfurt

### Bürgerwald
| Lage                                                                                       | Objekt                                            | Beschreibung | Akten-Nr.             | Bild |
| ------------------------------------------------------------------------------------------ | ------------------------------------------------- | ------------ | --------------------- | --- |
| Gerolzhofen Murrleinsnest; zwischen Fuchsrangen und Murrleinsnest [Fl.Nr. 2787] (Standort) | Bildstock für tödliches Unglück von 1893, um 1915 | Um 1915      | D-6-78-451-1 Wikidata | [[Vorlage:Bilderwunsch/code!/C:49.8899,10.42056!/D:Murrleinsnest; zwischen Fuchsrangen und Murrleinsnest [Fl.Nr. 2787], Bildstock für tödliches Unglück von 1893, um 1915!/\|BW]] |

### Hundelshausen
| Lage                               | Objekt               | Beschreibung                                                                  | Akten-Nr.              | Bild           |
| ---------------------------------- | -------------------- | ----------------------------------------------------------------------------- | ---------------------- | -------------- |
| Neuhof Ruine Zabelstein (Standort) | Burgruine Zabelstein | In Mauerresten erhaltene spätmittelalterliche Burganlage, 15./16. Jahrhundert | D-6-78-157-24 Wikidata | weitere Bilder |

### Stollbergerforst
| Lage                     | Objekt               | Beschreibung                                                                                           | Akten-Nr.             | Bild           |
| ------------------------ | -------------------- | --- | --------------------- | -------------- |
| Kapellenebene (Standort) | Ruine des Burgfrieds | Auf polygonalem Grundriss, 14 Meter hoch, Sandsteinquader, spätmittelalterlich                         | D-6-78-455-1 Wikidata | weitere Bilder |
| Stollberg (Standort)     | Steinkreuz           | Sog. Steinernes Kreuz, Sandstein, bez. 1773; an der alten Hochstraße von Ebrach Richtung Murrleinsnest | D-6-78-455-2          | Steinkreuz     |

## Landkreis Starnberg
Siehe auch die Denkmallisten des Landkreises Starnberg

### Starnberger See
| Lage                                           | Objekt                                | Beschreibung                                                                         | Akten-Nr.              | Bild           |
| ---------------------------------------------- | ------------------------------------- | ------------------------------------------------------------------------------------ | ---------------------- | -------------- |
| Starnberg Nähe Possenhofener Straße (Standort) | Bootshaus                             | Um 1890, später verändert                                                            | D-1-88-451-2 Wikidata  | BW             |
| Starnberg Nähe Possenhofener Straße (Standort) | Badehaus                              | Um 1890, später verändert                                                            | D-1-88-451-2 Wikidata  | BW             |
| Tutzing Nähe Starnberger See (Standort)        | Starnberger See, sogenannte Löwenbank | Wangen in Form von geflügelten Löwen (Kunststein); Laterne auf Steinpfeiler, um 1920 | D-1-88-451-1 Wikidata  | weitere Bilder |
| Feldafing Königinstraße 4 (Standort)           | Strandbad Feldafing                   | Zentraler Haupt- und Kassenbau, hölzerne Kabinentrakte, 1927                         | D-1-88-118-24 Wikidata | weitere Bilder |

## Landkreis Wunsiedel im Fichtelgebirge
Siehe auch die Denkmallisten des Landkreises Wunsiedel im Fichtelgebirge

### Kaiserhammer Forst-Ost
| Lage                 | Objekt   | Beschreibung                                                      | Akten-Nr.     | Bild     |
| -------------------- | -------- | ----------------------------------------------------------------- | ------------- | -------- |
| Hoher Hau (Standort) | Teerofen | Sog. Schmierofenplatte des ehem. Leupolds-Hammerwerkes, bez. 1746 | D-4-79-152-83 | Teerofen |

### Tröstauer Forst-Ost
| Lage                                  | Objekt         | Beschreibung | Akten-Nr.     | Bild           |
| ------------------------------------- | -------------- | --- | ------------- | -------------- |
| Mühlstein, Kleines Kössain (Standort) | „Pfalzbrunnen“ | Mit Castell-Wappen, 1907; 1 km südsüdöstlich Kösseinegipfel, Abt. Pfalzbrunnen liegt auf der Grenze zum Stadtgebiet von Waldershof im Landkreis Tirschenreuth | D-3-77-157-32 | „Pfalzbrunnen“ |
| Kösseine (Standort)                   | Grenzstein     | „Großer Rainstein“, bez. 1755, mit Hirschberg-Wappen; 750 m südwestlich Kösseinegipfel, Abt. Tobiaswiese                                                      | D-4-79-459-1  | BW             |

### Weißenstadter Forst-Nord
| Lage               | Objekt      | Beschreibung | Akten-Nr.     | Bild |
| ------------------ | ----------- | --- | ------------- | ---- |
| Rondell (Standort) | Grenzsteine | Granit, 18. Jh.; am Großen Waldstein weitere zugehörige Grenzsteine im Gemeindegebiet von Zell im Fichtelgebirge | D-4-75-189-30 | BW   |

### Weißenstadter Forst-Süd
| Lage                     | Objekt                | Beschreibung | Akten-Nr.    | Bild           |
| ------------------------ | --------------------- | --- | ------------ | -------------- |
| Backöflein (Standort)    | Abhörturm             | Ehem. Abhörturm des Fernmeldesektors E, 75 m hoher Turm aus Stahl und Beton mit 16 sich nach oben verjüngenden Geschossen und einem Turmkorb aus wellendurchlässigem Material (PUR) in Höhe der Geschosse 9–11; rechteckiger Stahlbetonbunker; zwei Einmannbunker, Stahlbeton; 1963–1965. 100/3 | D-4-79-463-1 | weitere Bilder |
| Lindengestätt (Standort) | Quellfassung der Eger | Bez. 1923, nahe dem Waldweg von Bischofsgrün-Höhenklinik nach Zechenhaus, Gemarkung Weißenstadter Forst-Süd, Distrikt IV Kaltes Buck, Abt. 8 Lindengestätt | D-4-79-463-2 | weitere Bilder |

## Landkreis Würzburg
Siehe auch die Denkmallisten des Landkreises Würzburg

### Gramschatzer Wald
| Lage                                  | Objekt           | Beschreibung | Akten-Nr.             | Bild |
| ------------------------------------- | ---------------- | --- | --------------------- | ---- |
| Gramschatz Unterguckenberg (Standort) | Sühnekreuz       | Bzw. Gedenkkreuz, sog. „Müllerkreuz“, renoviertes Sandsteinkreuz mit ornamentalem Schmuck, Rückseite mit Gedenkinschrift, bez. 1714                                    | D-6-79-451-1 Wikidata | BW   |
| Güntersleben Birkigranken (Standort)  | Sühnekreuz       | Grob gehauenes Sandsteinkreuz mit Inschrift, 18. Jh. | D-6-79-451-2 Wikidata | BW   |
| Ochsengrund (Standort)                | Jägerhäuschen    | Zweigeschossiges achteckiges Fachwerkhäuschen mit Zeltdach, frühes 19. Jh. mit anschließender Schießbahn; am Ochsengrund im Gramschatzer Wald                          | D-6-79-451-3          | BW   |
| Müllerranken ()                       | Grenzsteine      | Wohl zur Bezeugung der Waldgrenze des ehem. fürstbischöflichen Waldes; im Bayerischen Denkmal-Atlas nicht kartiert                                                     | D-0-00-000-84         |      |
| Unterer Retzstadter Ranken (Standort) | Pfeilerbildstock | Aus Holz, Nische mit eisernem Gitter, zur Zeit des Dreißigjährigen Krieges gestiftet; am „Käpfelespfad“ im Gramschatzer Wald, „Retzstadter Hang“ (Original im Rathaus) | D-6-77-175-31         | BW   |

### Guttenberger Wald
| Lage                                | Objekt               | Beschreibung | Akten-Nr.             | Bild           |
| ----------------------------------- | -------------------- | --- | --------------------- | -------------- |
| Guttenberg Altes Schloss (Standort) | Burgruine Guttenberg | Spärlich erhaltene Mauerreste, u. a. Turmfragment mit Gewölbeansatz, Bruchsteinmauerwerk, mit breiter Grabenanlage, mittelalterlich | D-6-79-452-1 Wikidata | weitere Bilder |

### Irtenberger Wald
| Lage | Objekt             | Beschreibung | Akten-Nr.             | Bild               |
| --- | ------------------ | --- | --------------------- | ------------------ |
| Waldabteilungen XIV 7b Johanniterholz, XV 3c Höhe, XV 5e Hühnerberg (Standort)                           | Soldatengräber     | Für die Gefallenen des Krieges von 1866, mit erneuerten Holzkreuzen und Grabeinfassungen, bez. 1866 | D-6-79-453-2 Wikidata | Soldatengräber     |
| Irtenberg Verhäng Jagen; Waldabteilung XIII 5c Riegelsweg, an der Grenze zu Baden-Württemberg (Standort) | Zwei Hoheitssäulen | Geleitsäulen zur Kennzeichnung der Grenze zwischen dem Fürststift Würzburg und dem Kurfürstentum Mainz, in Form eines Aufsatzes mit Geleitinschriften und jeweiligem Hoheitswappen auf hoher Säule, Sandstein, bez. 1584, teilweise erneuert. | D-6-79-453-1 Wikidata | Zwei Hoheitssäulen |

## Ehemalige Baudenkmäler
| Lage                                        | Objekt     | Beschreibung      | Akten-Nr.              | Bild |
| ------------------------------------------- | ---------- | ----------------- | ---------------------- | ---- |
| Fichtelberg An der Straße nach Hüttstadl () | Grenzstein | Bezeichnet „1585“ | D-4-72-453-14 Wikidata |      |